# Platynodes
Platynodes is een geslacht van kevers uit de familie van de loopkevers (Carabidae). De wetenschappelijke naam van het geslacht is voor het eerst geldig gepubliceerd in 1846 door Westwood.

## Soorten
Het geslacht Platynodes is monotypisch en omvat slechts de volgende soort:
- Platynodes westermanni Westwood, 1847